# Friuli Aquileia Riesling Renano
Le Friuli Aquileia Riesling Renano est un vin blanc italien de la région Frioul-Vénétie Julienne doté d'une appellation DOC depuis le 6 août 1988. Seuls ont droit à la DOC les vins blancs récoltés à l'intérieur de l'aire de production définie par le décret.

## Aire de production
Les vignobles autorisés se situent en province d'Udine dans les communes de Bagnaria Arsa, Cervignano del Friuli, Aquileia, Fiumicello, Villa Vicentina, Ruda, Campolongo Tapogliano, Aiello del Friuli, Visco et San Vito al Torre ainsi qu'en partie dans les communes de Santa Maria la Longa, Palmanova, Terzo d'Aquileia, Chiopris-Viscone, Trivignano Udinese et Gonars.
Le Friuli Aquileia Riesling Renano répond à un cahier des charges moins exigeant que le Friuli Aquileia Riesling Renano superiore.

## Caractéristiques organoleptiques
- Couleur : jaune paille clair
- Odeur: caractéristique
- Saveur: sec, plein, harmonique, légèrement acidulé

Le Friuli Aquileia Riesling Renano se déguste à une température de 8 à 10 °C et il se gardera entre 1 et 2 ans

## Production
Province, saison, volume en hectolitres :
- Udine (1990/91) 1154,02
- Udine (1991/92) 924,6
- Udine (1992/93) 1363,32
- Udine (1993/94) 1242,57
- Udine (1994/95) 1306,94
- Udine (1995/96) 1218,56
- Udine (1996/97) 990,0